# Peder Østlund
Peder Østlund (ur. 7 maja 1872 w Trondheim – zm. 22 stycznia 1939 tamże) – norweski łyżwiarz szybki, dwukrotny mistrz świata i Europy.

## Kariera
Peder Østlund urodził się w Trondheim, jako syn Johana Perssona Östlunda, który przybył do Norwegii w 1871 roku ze Szwecji pod nazwiskiem Östlund. Jego matką była Anna Mathea Bjerke z Vestre Toten. Wywodziła się z rodziny przedsiębiorców, którzy założyli firmę Jotun.
Reprezentował barwy klubu Trondhjems Skøiteklub. Pierwszy sukces w karierze osiągnął w 1898 roku, kiedy zwyciężył podczas wielobojowych mistrzostw świata w Helsinkach. Wygrał tam biegi na 1500 m, 5000 i 10 000 m, a w biegu na 500 m był drugi za swym rodakiem, Oskarem Fredriksenem. Był to pierwszy w historii złoty medal dla Norwegii w tej konkurencji. Wynik ten powtórzył na rozgrywanych rok później mistrzostwach świata w Eskilstunie, gdzie wygrał wszystkie dystanse, oprócz biegu na 10 000 m, który ukończył na drugiej pozycji.
W 1899 roku wziął także udział w mistrzostwach Europy w Davos. Wygrał tam wszystkie biegi, w tym na dystansie 10 000 m zwyciężył z przewagą blisko 40 sekund. Ostatni medal zdobył na mistrzostwach Europy w Štrbskim Plesie w 1900 roku, gdzie ponownie był najlepszy na wszystkich dystansach. W klasyfikacji końcowej wyraźnie wyprzedził drugiego Franza Wathéna reprezentującego Imperium Rosyjskie.
Ustanowił 10 rekordów świata.
Jego młodszy brat, Ole Østlund był kolarzem torowym.